# Can Canyet
Can Canyet és un edifici del municipi de Vidreres (Selva) inclosa en l'Inventari del Patrimoni Arquitectònic de Catalunya.

## Descripció
Es tracta d'un edifici de dues plantes i golfes a la part central. Té la coberta a dues aigües interrompuda per les golfes, que només ocupen una part de la llargada del mas (estructura basilical). Els angles de la casa estan reforçats per pedres cantoneres ben visibles.
La porta principal té una obertura emmarcada de pedra en forma d'arc de mig punt. Les altres obertures de la façana, a excepció de les golfes, són fetes amb ampits, muntants i llindes de pedra. Quatre de les finestres tenen els ampits i els muntants treballats.
Al lateral esquerra del mas existeix una porta amb muntants i llinda monolítica i una finestra petita, també empedrada.
Malgrat els afegits laterals i les modificacions l'estructura i l'aspecte original del mas estan ben conservats.
Els muntants d'aquestes finestres tenen uns forats d'antigues reixes de ferro avui inexistents.
Un dels elements més curiosos del mas són els ampits reaprofiats d'una llinda antiga a la part posterior.

## Història
A la part posterior del mas hi ha dues finestres que tenen com a ampit un tros d'una antiga llinda, possiblement de la mateixa casa. La llinda antiga està partida en dos per a adaptar-se a la seva nova doble funció d'ampit i, si sumem les inscripcions d'un i altre costat i els girem a l'inrevés, obtenim la data de 17 + 48.
Actualment la casa està habitada per masovers que es dediquen a l'agricultura i a la ramaderia.